# Dacryodes papuana
Dacryodes papuana är en tvåhjärtbladig växtart som beskrevs av Husson. Dacryodes papuana ingår i släktet Dacryodes och familjen Burseraceae. Inga underarter finns listade i Catalogue of Life.